# Zátor
Obec Zátor (německy Seifersdorf, polsky Zator) se nachází v okrese Bruntál v Moravskoslezském kraji. Žije zde přibližně 1 200 obyvatel. Obcí protéká řeka Opava a potok Zátoráček. V obci stojí kostel Nejsvětější Trojice. Obec je členem sdružení Mikroregion Krnovsko.

## Název
Název vesnice je totožný se starým obecným jménem zátor – "zúžené řečiště, kde se tok ucpává ledy" (v jeho základu je sloveso třieti – "třít"). V němčině vesnice dostala jméno Seifersdorf ("Seiferova ves") bez souvislosti s českým názvem.

## Poloha
Obec Zátor sousedí na severovýchodě s Branticemi, na jihovýchodě s Lichnovem a na západě s Miloticemi nad Opavou, Novými Heřminovy a Čakovou. Od okresního města Bruntál je vzdálena 11 km a od krajského města Ostrava 55,5 km.
Geomorfologicky patří Zátor k provincii Česká vysočina, subprovincii Krkonošsko-jesenické (Sudetské), oblasti Jesenické (Východosudetské) (geomorfologický celek Nízký Jeseník, podcelek Brantická vrchovina). Nejvyšších poloh – něco přes 600 m n. m. – dosahuje území obce na jihu na svahu Velkého Tetřeva (674 m n. m., již v Miloticích nad Opavou) i na severu na svahu Radimského kopce (638 m n. m., již v Branticích), ale nejvyššími vrchy na katastru jsou Holubí vrch (599 m n. m.), Zadní vrch (566 m n. m.), Srnčí (565 m n. m.), Zátorský vrch (513 m n. m.) a Ostroh (528/527 m n. m.).
Území Zátoru patří do povodí Odry, resp. Opavy. Řeka Opava rovněž Zátorem, resp. jeho částí Loučkami protéká směrem z jihozápadu na severovýchod. V Loučkách přijímá zleva Čakovský potok a Hradský potok a zprava potok Zátoráček, který protéká samotným Zátorem směrem z jihu na sever.
Území obce pokrývá z 44,5 % zemědělská půda (20,5 % orná půda, 21 % louky a pastviny), z 45 % les a z 9,5 % zastavěné a ostatní (např. průmyslové) plochy.

## Obecní správa a politika
Správu nad obcí vykonává obecní zastupitelstvo v čele se starostou. Je voleno v komunálních volbách na čtyři roky a má 9 členů. 

### Správní území
Obec leží v Moravskoslezském kraji s 300 obcemi ve Slezsku v okrese Bruntál s 67 obcemi, má status obce s rozšířenou působností a obce s pověřeným obecním úřadem je součástí správního obvodu Krnov s 25 obcemi. Skládá se s 2 katastrálního území a 2 části obce.

### Části obce
- Zátor (k. ú. Zátor)
- Loučky (k. ú. Loučky u Zátoru)

V minulosti byla od 1. ledna 1980 do 23. listopadu 1990 součástí obce i Čaková.

## Historie
Ves a tvrz „Sator“ se poprvé písemně připomíná v roce 1377, kdy ji vlastnil Štěpán z Varanova. Tak byla uvedena v listině, již se synové opavského knížete Mikuláše II. podělili o otcovské dědictví. Tehdy vzniklo krnovské panství, které obdržel Jan I. Zátor patřil místnímu vladyckému rodu. Roku 1409 obýval tvrz Bohuš ze Zatora, v roce 1413 byl ve vsi zákupní fojt. V zemských deskách krnovských se toho roku objevil vedle latinského de Zator i německý název Zeyffersdorf, zřejmě tehdy tvrz a „dolní“ ves splynuly s „horní“ vsí jako jeden majetek, pro který se setrvačností užívalo obou názvů.
Ve válkách mezi králem Jiřím z Poděbrad a Matyášem Korvínem se tehdejší krnovský kníže Jan přidal na stranu krále Jiřího, byl roku 1474 zajat a jeho panství se ujal vítěz Matyáš. Zátor byl zřejmě v této uherské válce vypleněn. Pak byla pustá ves Zátor několikrát prodána. Roku 1783 byla postavena panem Katzerem dnešní farní budova, stáje, chlévy. Byla postavena zeď kolem hřbitova. Také nechal upravit pramen místní železité kyselky a vodu úředně přezkoušet a u c. k. zemského gubernia „aprobovat“. V roce 1806 poznamenáno, že kyselka byla hojně čerpána a užívána a dokonce vyvážena do jiných míst.
V roce 1834 bylo v Zátoru 105 domů s 612 obyvateli, v Loučkách 95 domů s 593 obyvateli. Rok 1848 znamenal zrušení roboty a také bylo publikováno císařské nařízení o zrušení dědičného rychtářství a starých obecních rad, od té chvíle si měly obce rychtáře volit. Zákon o obcích ze dne 17. března 1849 prosadil zásadu, že základem svobodného státu je svobodná obec. Obecní zastupitelstvo je voleno občanstvem, rozděleným podle výše placených daní do čtyř volebních tříd, skládá se ze starosty, tří obecních radních a zastupitelstva. Od roku 1850 se staly správními jednotkami říše tzv. politické okresy místo dosavadních panství. Obce zátorské farnosti příslušely okresnímu hejtmanství v Krnově. 15. října 1872 byla uvedena do provozu železnice Olomouc – Bruntál – Krnov – Opava. Zastávka v Zátoru byla zřízena a otevřena až 1. srpna 1892. Roku 1900 pracovala v Loučkách škrobárna. V roce 1919 byla obec elektrifikována.
7. října 1938 vstoupila německá armáda od Krnova do údolí Opavy. Současně s ní projel Adolf Hitler po okresní silnici přes Loučky do Bruntálu a byl obyvatelstvem radostně vítán. 6. května 1945 vstoupily ruské jednotky do Zátoru, německé jednotky, které měly na faře lazaret, se stáhly na sever. Hlavní transport Němců odešel ze Zátoru 6. května 1946. Přibývalo českých osídlenců. Bohoslužby byly slouženy česky i německy. Většina nových osídlenců musela být ze Slezska, Zátorští pocházeli z Frýdecka, Kozlovic u Frenštátu i z Hané. V roce 1949 bylo v Zátoru založeno JZD, Zátor a Loučky spojeny v jednu obec se společným MNV.

### Povodně
Obec byla zasažena ničivými povodněmi v letech 1996 a 1997 a 2024. Škody po povodni v roce 1997 byly v obci Zátor odhadnuty na 70 miliónů korun. V rámci povodně bylo nařízeno 7 demolic, 5 objektů bylo pobouráno, 7 objektů bylo dlouhodobě neobyvatelných a 180 domů bylo dlouhou dobu vlhké. V době před povodněmi v roce 2024 byly všechny škody odstraněny.

## Vývoj počtu obyvatel
Počet obyvatel celé obce Zátor podle sčítání nebo jiných úředních záznamů:
| Rok            | 1869 | 1880 | 1890 | 1900 | 1910 | 1921 | 1930 | 1939 | 1950 | 1961 | 1970 | 1980 | 1991 | 2001 |
| -------------- | ---- | ---- | ---- | ---- | ---- | ---- | ---- | ---- | ---- | ---- | ---- | ---- | ---- | ---- |
| Počet obyvatel | 1459 | 1520 | 1567 | 1434 | 1534 | 1564 | 1610 | 1604 | 1113 | 1179 | 1014 | 1126 | 1119 | 1183 |

1. ↑  z toho: 34 Čechoslováků, 1544 Němců; 1522 řím. kat., 68 evang., 2 čsl., 3 izrael., 15 bez vyzn.
2. ↑  z toho: 1 143 Čechů, Moravanů a Slezanů, 32 Slováků, 2 Němci, 2 Poláci; 283 řím. kat., 5 čsl. hus., 7 evang., 2 pravosl., 831 bez vyzn.

V celé obci Zátor je evidováno 405 adres: 368 čísel popisných (trvalé objekty) a 37 čísel evidenčních (dočasné či rekreační objekty). Při sčítání lidu roku 2001 zde bylo napočteno 336 domů, z toho 293 trvale obydlených. Ke dni 25. 3. 2010 zde žilo 1219 obyvatel.
Počet obyvatel samotného Zátoru podle sčítání nebo jiných úředních záznamů:
| Rok            | 1869 | 1880 | 1890 | 1900 | 1910 | 1921 | 1930 | 1939 | 1950 | 1961 | 1970 | 1980 | 1991 | 2001 |
| -------------- | ---- | ---- | ---- | ---- | ---- | ---- | ---- | ---- | ---- | ---- | ---- | ---- | ---- | ---- |
| Počet obyvatel | 754  | 775  | 827  | 739  | 836  | 794  | 785  | 814  | 562  | 609  | 480  | 525  | 486  | 510  |

1. ↑  z toho: 16 Čechoslováků, 760 Němců; 756 řím. kat., 20 evang., 2 čsl., 7 bez vyzn.

V samotném Zátoru je evidováno 195 adres: 166 čísel popisných a 29 čísel evidenčních. Při sčítání lidu roku 2001 zde bylo napočteno 151 domů, z toho 130 trvale obydlených.

## Obecní symboly
Obec má tyto následující symboly :
- Vlajka – List tvoří dva svislé pruhy v barvách zelená a žlutá. V zeleném pruhu je radlice zkřížená s krojidlem, obojí ostřím k žerdi, mezi nimi vyrůstají tři blatouchy, vše žluté. Poměr šířky k délce listu je 2:3.

- Znak – V zeleném štítě je radlice zkřížená s krojidlem, mezi nimi vyrůstají tři blatouchy, vše je žluté.

## Současnost
Udělení praporu a znaku obci Zátor: dne 18. prosince 2000 předal předseda Poslanecké sněmovny ČR Václav Klaus starostovi obce Zátor (1998–2002) Jaroslavu Skřivánkovi. Návrh a výtvarné zpracování nynějšího znaku a praporu výtvarně zpracoval starosta obce Jaroslav Skřivánek. Návrh znaku a praporu obce byl schválen heraldickou komisí Poslanecké sněmovny ČR.
Největší firmou co do objemu realizované výroby i počtu zaměstnanců je fa IKTUS, spol. s r. o., která vyrábí kuchyňský nábytek a zaměstnává cca 200 zaměstnanců. Druhá největší firma – UNEKO, spol. s r. o., se sídlem v Nových Heřminovech, pobočný závod Zátor, se zabývá strojírenskou výrobou a zaměstnává cca 70 zaměstnanců. Na třetím místě fa AGROZAT Zátor, spol. s r. o., poskytuje jako jedna z mála pracovní příležitosti v zemědělství. Předmětem hospodaření je rostlinná i živočišná výroba.
V roce 2007 založil Zátor společně s obcemi Brantice a Čaková spolek Loučka, přes který by měly obce společně žádat o dotace na odkanalizování obcí. Předsedkyní spolku je Ing. Salome Sýkorová.

## Vybavenost
Nachází se zde základní a mateřská škola s jídelnou a družinou, obchod s potravinami (pobočka Hrušky), pošta, pekařství, řeznictví, kostel, kulturní dům, knihovna, restaurace, hospoda, hřbitov, hasičská zbrojnice. V obci je zaveden plynovod, vodovod, elektrická energie a kanalizace. Je zajištěn pravidelný svoz odpadu.

## Doprava
Obci prochází silnice I/45 a železniční trať Olomouc – Opava východ na které leží stejnojmenná zastávka.

## Pamětihodnosti
- Kostel Nejsvětější Trojice v současné barokní podobě z roku 1755 je kulturní památka ČR.[14][15]
- Římskokatolická farnost (čp. 10) z roku 1783 se nachází nedaleko kostela.[15]
- Součástí hřbitova jsou také čtyři klasicistní kaple Božího těla, které patří obcím Zátor, Loučka, Heřmínovy a Čaková.[15]
- Bývalý evangelický kostelík nyní slouží jako výstavní, koncertní a obřadní síň.[15]
- Památný strom „lípa u kostela“, vyhlášený v roce 2003.[15]
- Zátorská kyselka

## Významní rodáci
- Bert Rudolf (1905–1992), skladatel, dirigent a hudební kritik
- Jan Rudolf Kutschker (1810–1881), duchovní, vídeňský arcibiskup

## Fotogalerie

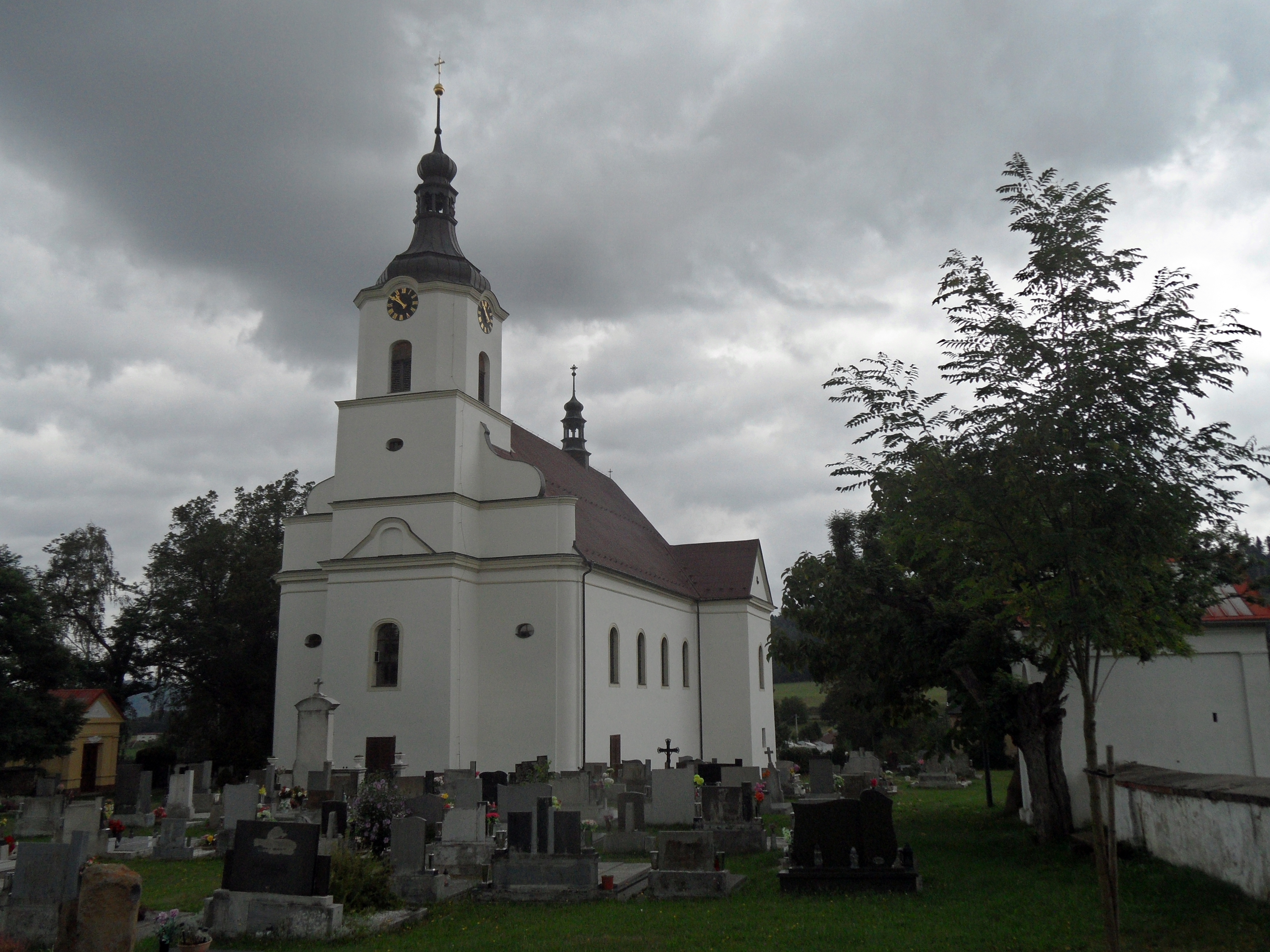
Kostel Nejsvětější Trojice, pohled ze hřbitova
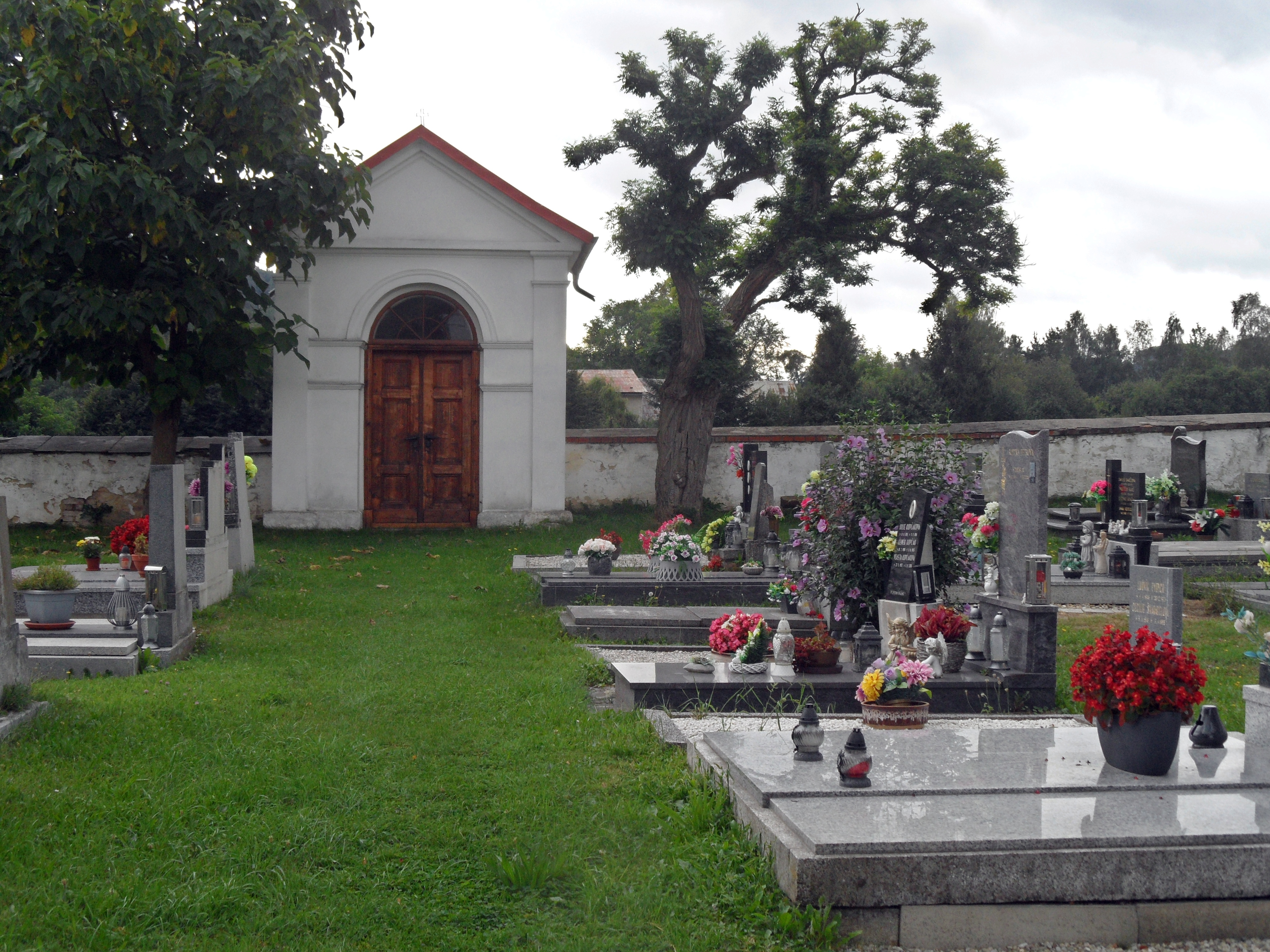
Hřbitov
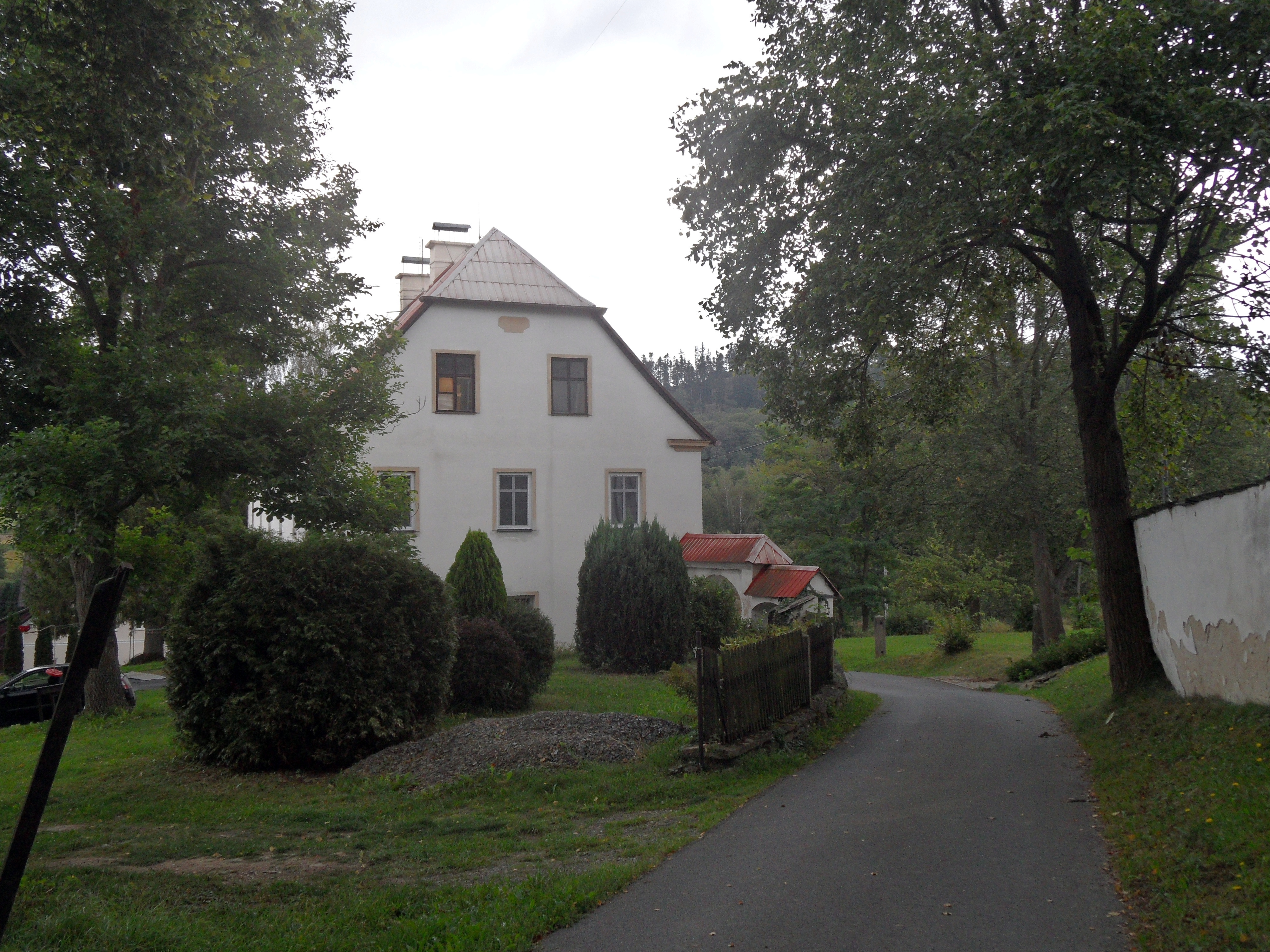
Řimskokatolická fara
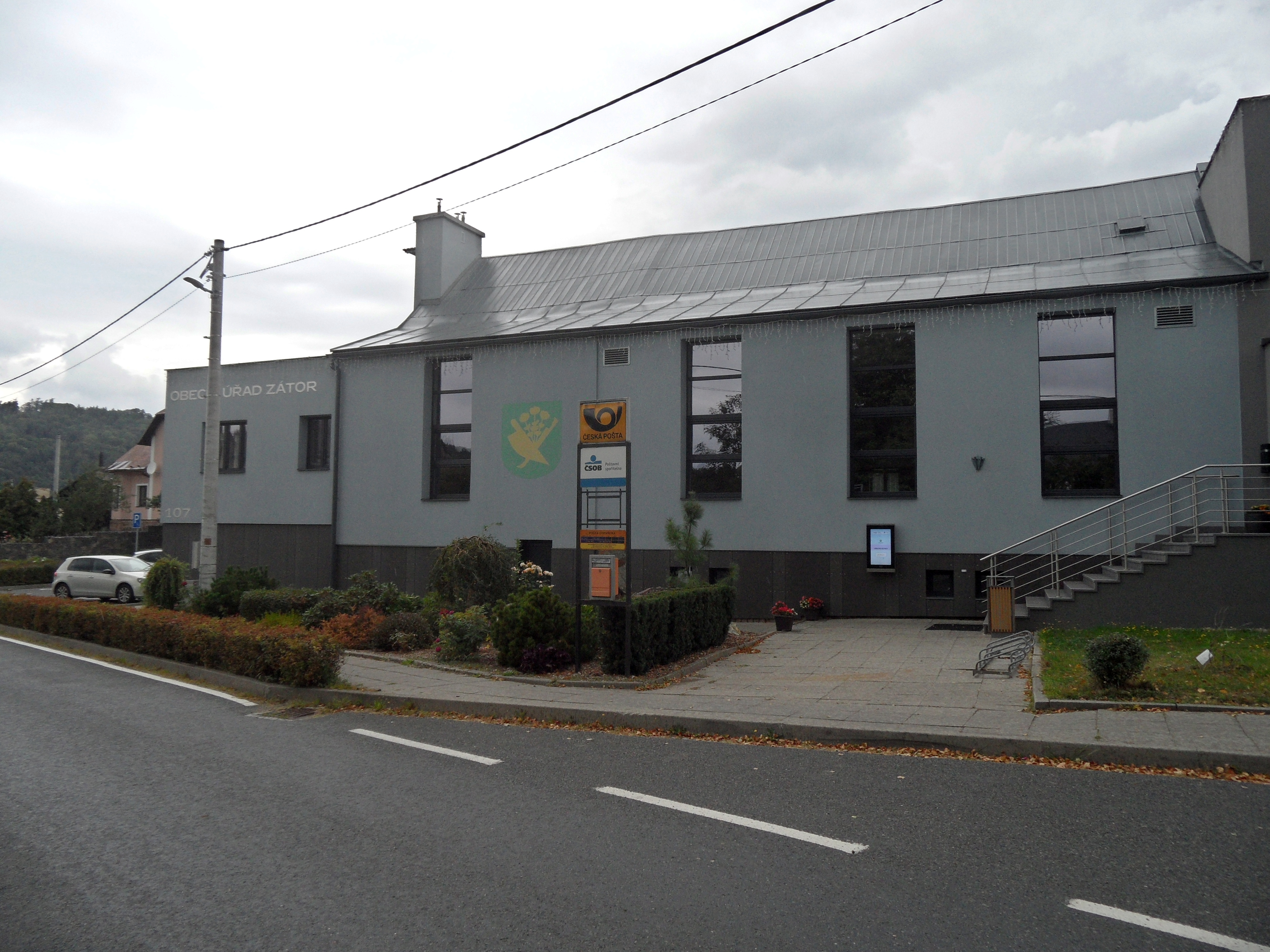
Obecní úřad a pošta
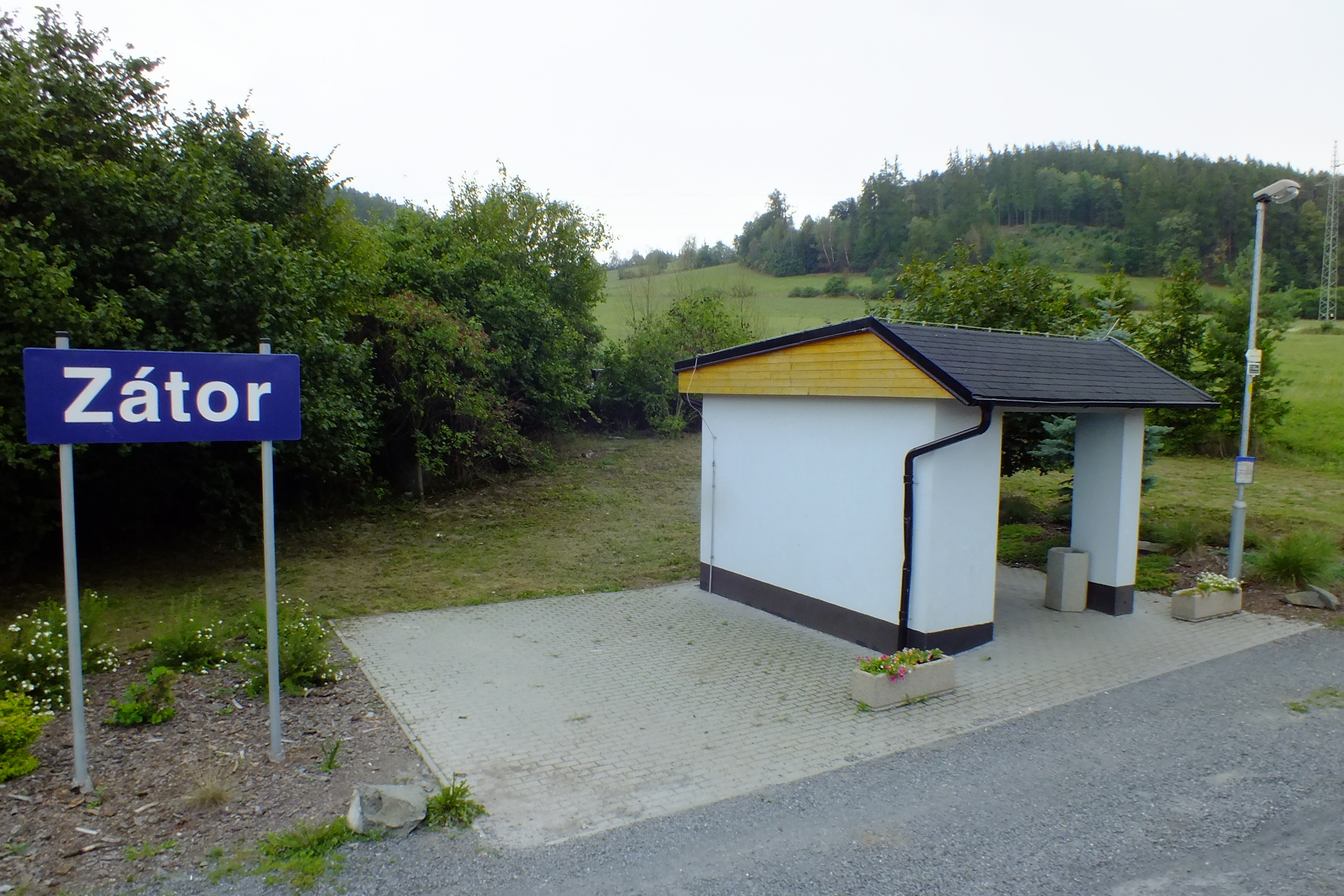
Železniční zastávka
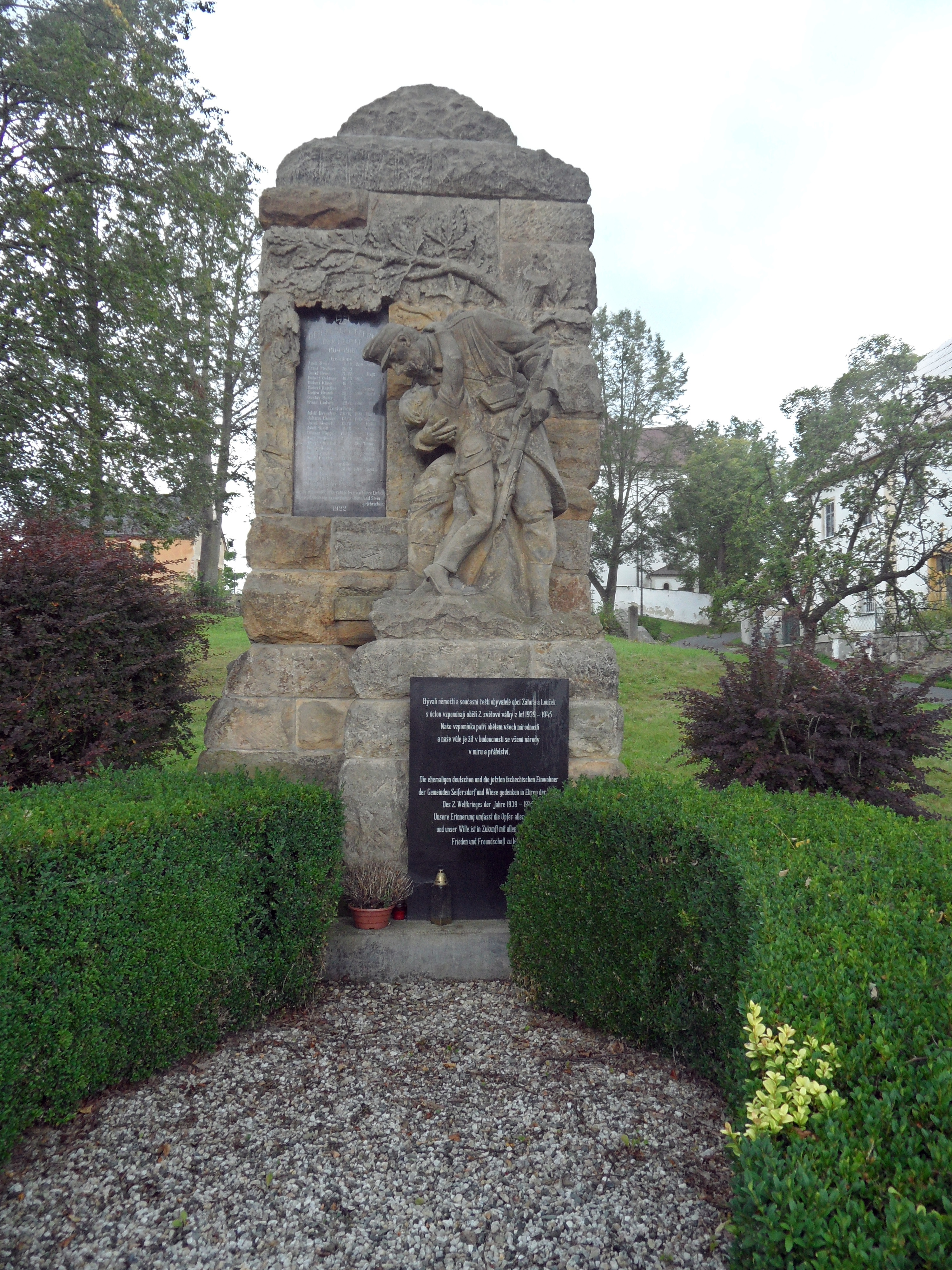
Památník obětem války
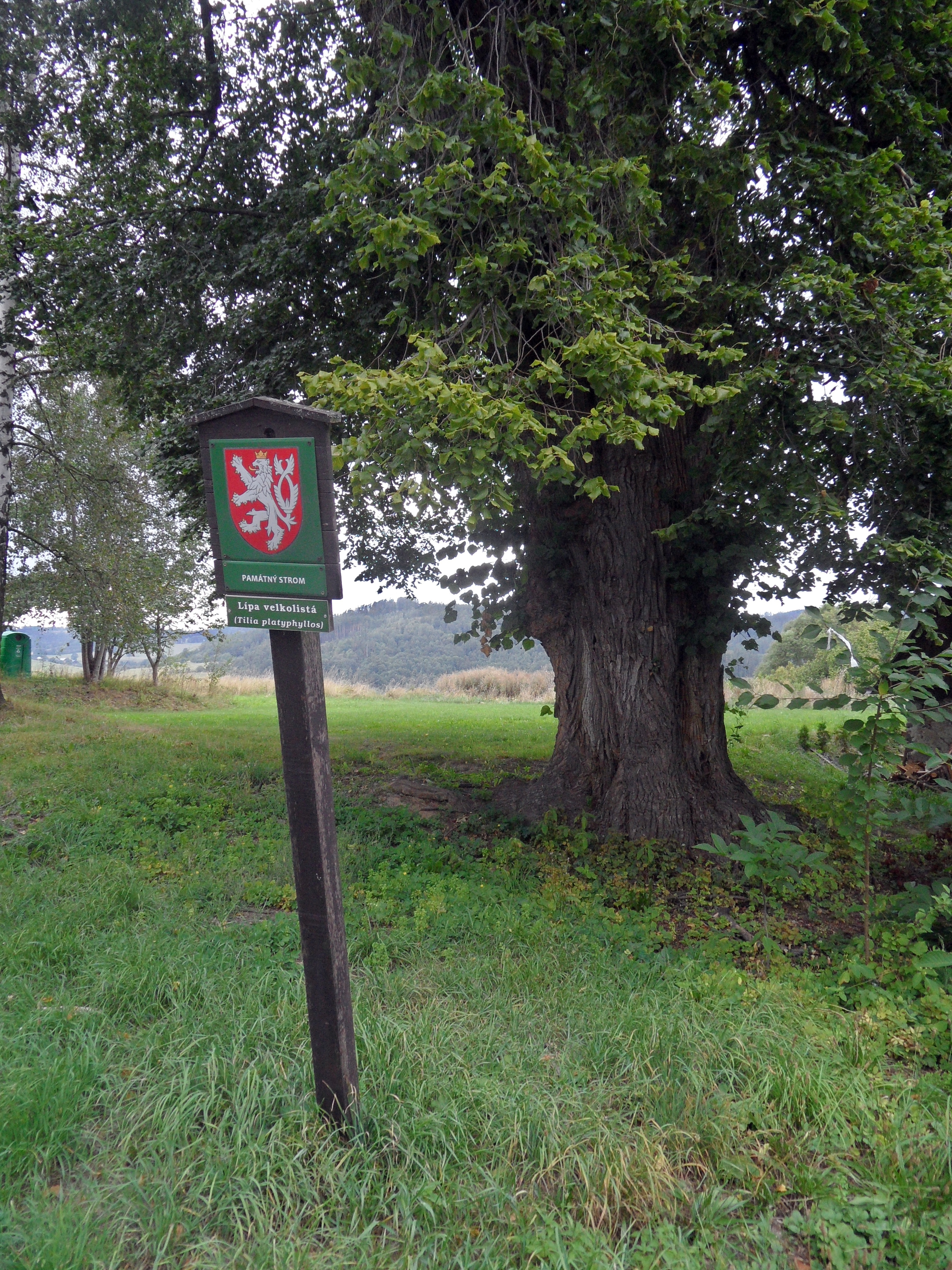
Památný strom „lípa u kostela“